# Bischofswerder auf Ebersbach

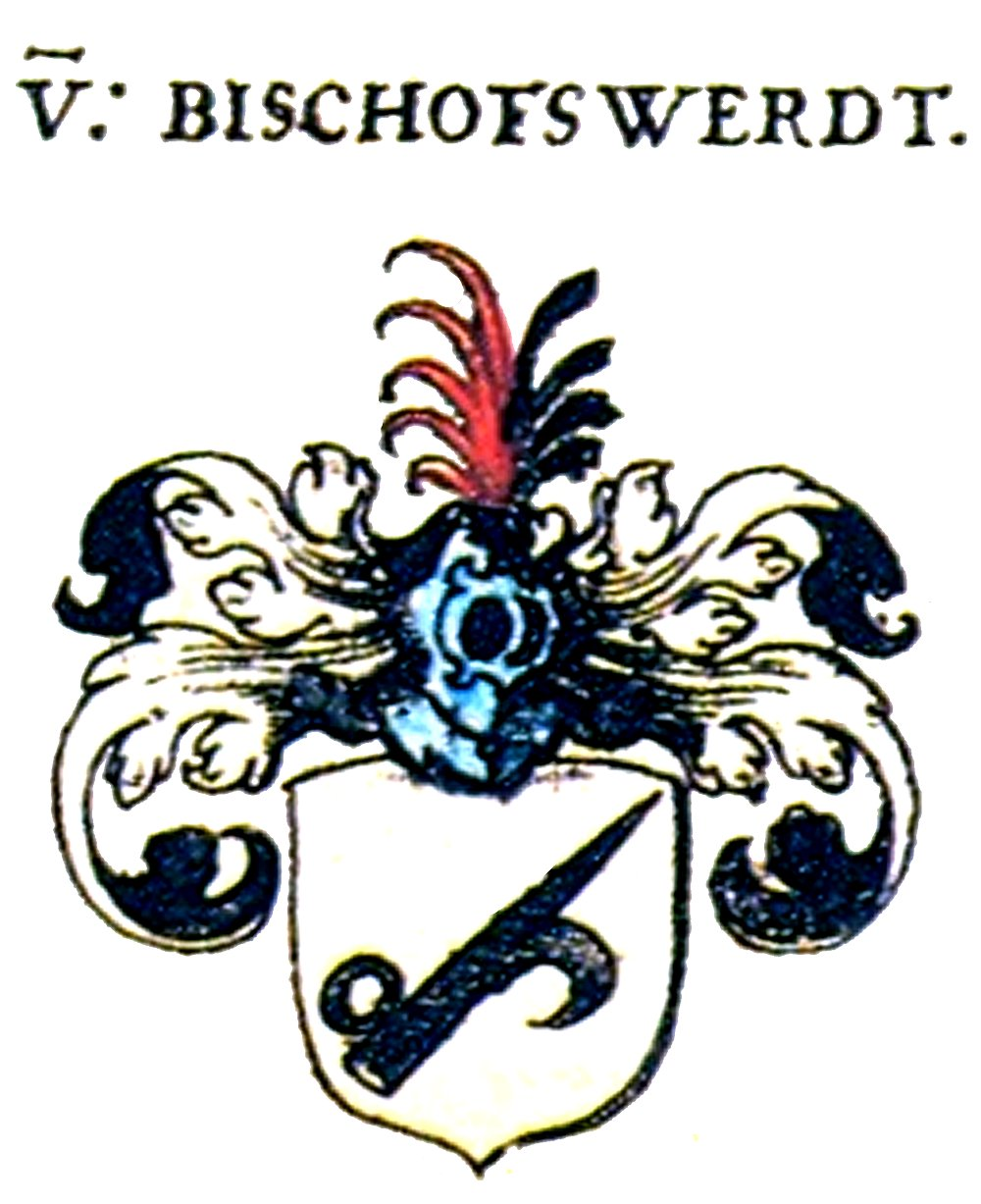
Wappen Bischofswerder, abgebildet bei Siebmacher

Von Bischofswerder (bis Ende des 15. Jahrhunderts von Bischofswerde, seit Anfang des 15. Jahrhunderts nachweisbar auf Ebersbach) hieß eine unter anderem in Görlitz ansässige Bürgerfamilie, die, seitdem sie um 1400 Landgüter erwarb, dem Landadel angehörte.

## Herkunft
Die seit Beginn des 14. Jahrhunderts in Görlitz ansässige Familie von Bischofswerde wählte ihren Namen nach ihrem ursprünglichen Wohnort Bischofswerda in Bautzen. Eine Verwandtschaft mit der seit dem 13. Jahrhundert in Bautzen ansässigen gleichnamigen Patrizierfamilie, deren Wappen aus zwei gekreuzten Bischofsstäben bestand, ist nicht anzunehmen, da in damaliger Zeit der Familienname gewöhnlich nach dem Herkunftsort gebildet wurde. Um sich von der Patrizierfamilie „von Bischofswerde“ zu unterscheiden, schrieb sich die gleichnamige Bürgerfamilie seit Ende des 15. Jahrhunderts „von Bischofswerder“.

## Geschichte
Im ältesten Görlitzer Stadtbuch, das im Jahr 1305 angelegt wurde, ist Rüdiger von Bischofswerde („Rudeger von Bishoswerde“) auf Seite 4, also wohl um das Jahr 1305, neben Walter Rindescoph und Hannus Senfteleben ein Zeuge. Als seine Frau wird an späterer Stelle Margarethe („... siner husvrouwe Margareten...“) genannt.
Um das Jahr 1320 wurde berichtet, dass Gunzel von Bischofswerde (auch Guncele, Gunczil; † nach 1365), ein Verwandter Rüdigers, von „Johannes, Heinriches Berngeres son“ einen Teil von Kunstinsdorf („eine halbe Hufe, gelegen zu Kunstinsdorph“) erwarb. Im ungefähren Zeitraum von 1325 bis 1337 erscheint er insgesamt fünfmal als Zeuge und ist um 1325 sowie von 1337 bis 1340 als Görlitzer Schöppe aufgeführt. In erster Ehe heiratete er eine Tochter des Apetzko Bernger, eines wahrscheinlich wohlhabendem Görlitzer Bürgers. Ihre Kinder hießen Frenzel (auch Frenczil), Clara und Else. Von seinen Schwagern erwarb Rüdiger mehrfach Ackergrundstücke, wobei es mit Niclawes und Johannes Bernger („Beringer“) wohl zum Streit und um 1330 zur Versöhnung kam, auch weil Johannes Bernger und seine Frau Else auf ihren Teil („sines teyles“) der „hovereyten des vorwerkes“ verzichteten. Es ist belegt, dass Rüdiger um 1325 einem Eymut eine Hypothek auf den Kuttelhof gab, 1337 eine Fleischbank in Görlitz kaufte und dem Stadtschreiber Peter Wernher 1359 ein Viertel seines Vorwerks verkaufte. Vor 1346 heiratete er in zweiter Ehe Margarethe („...Margarethen, syner husvrouwen...“). Die Namen ihrer Kinder, die es wohl gegeben hat, sind nicht überliefert. Margarethe einigte sich mit ihren drei Stiefkinder darauf, dass sie das Vorwerk erhält, Hof und Kaufkammer an sie abtrat, aber „sechzig Mark voraus“ haben soll.
Frenzel erhielt von seinen Geschwistern den väterlichen Hof und verkaufte ihn auch gleich im Jahr 1347 an Vigil Kromer.
Rulo Bishoviswerd, ein Görlitzer Schöppe 1344, ist nach Boetticher „sicherlich ein naher Verwandter Gunzels“.
Henricus Bischofswerde („Bischoffwerder“) war im Jahr 1369 Hypothekengläubiger und wurde gleichen Jahres im liber vocationum erwähnt. Am 25. August 1391 leistete Mats „Bischoffwerde“ ein Zahlungsgelöbnis an Rotehuczel aus Löbau („de Lobau“).
Wahrscheinlich schon im 14. Jahrhundert, aber mit „Vraw Else Bischoffwerdyne und Hans, ir son zu ebirspach“ nachweisbar erst um das Jahr 1402, hatte das Geschlecht Ebersbach erworben und gehörte damit vollständig zum Adel. Wahrscheinlich ist Else von Bischofswerder 1407, 1410 und 1412 mit „Bysschoffwerdynne de Ebirsbach“, „Bischoffswerderin, frau von Ebersbach“ und „Bischoffswerdin von Eberspach“ gemeint.
Ihr Sohn Hans wird 1448 als „früherer ‚erbherre zu holtendorf‘“ bezeichnet. Er erscheint beispielsweise 1408 als Görlitzer Schöppe. 1432 ist er es wohl, der mit „Hanus Bischoffwerde“ im Nikolaiviertel als einer der Hauptleute der Verteidigungsordnung während der Hussitengefahr gemeint ist sowie am 18. November 1439 den Tod König Albrechts († 28. Oktober in Langendorf) von Prag per Brief nach Görlitz meldete. Sein Schwager Caspar Etzel ist 1406 und 1407 erwähnt. Seine Geschwister waren Nickel und Margreth.
Margreth heiratete spätestens 1415 Hans von Maxen („Hans Maxin“, auch Hannos von Maxin).

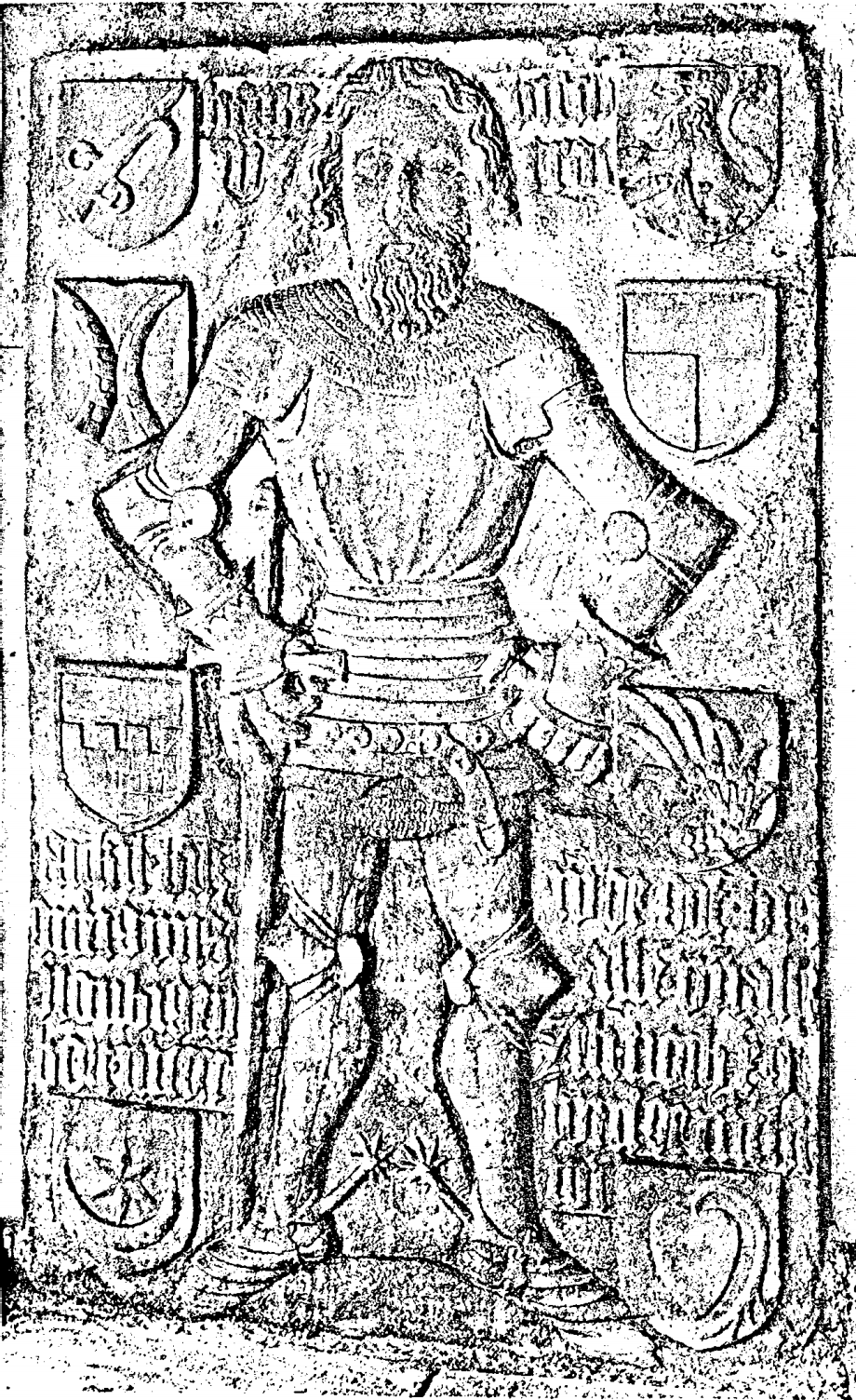
Epitaph für Nickel Bischofswerde in der Ebersbacher Kirche. Errichtet 1458 von seinem Sohn Hans.

Mindestens 1412 und 1413 war Nickel Schöppe. Streitigkeiten in Vermögensangelegenheiten mit Schwager Hans von Maxen wurden 1415 durch Unterweisung („Hannos von Maxin ist undirweist von seinen frundin ... “) beendet. Nickel heiratete spätestens 1417 „Seyfried Teichenitz‘ Tochter“ und war schon 1413 verheiratet. Im August 1428 organisierte er ein aus zahlreichen Adligen bestehendes Militärbündnis gegen die Hussiten. 1439 ist er als, wahrscheinlich stellvertretender, Hofrichter erwähnt. Um 1441 machte er Geschäfte mit Caspar von Gersdorff auf Tauchritz. Er starb wahrscheinlich 1443, spätestens aber wohl 1448. Seine Kinder hießen Anna, Hans, Christoph und vermutlich Nikol II.
Anna heiratete Benisch („Benis“) von Sor, wahrscheinlich aus Sohra nördlich von Görlitz. Der schloss sich 1428 dem Militärbündnis gegen die Hussiten an. Vor 1448 gab es wohl gemeinschaftlich mit ihrem Ehemann Streit mit Bruder bzw. Schwager Hans ums väterliche Erbe.
Hans, wohlhabender und angesehener Erbherr auf Ebersbach, besaß spätestens seit 1449 Leschwitz. Von 1444 ist eine Gerichtsverhandlung mit Martin Schleife überliefert, der später als Anhänger Georgs von Podiebrad (1466–1468) Teilnehmer der Görlitzer Pulververschwörung gewesen ist. Hans verhandelte 1449 mit Nikol von Gersdorff zu Königshain, 1453 gemeinsam mit „Franczko Oppel von der Diehsa“ mit Friedrich von der Heyde und bürgte 1452 in einer Urkunde des Landvogts Hans von Colditz. Am 19. Dezember 1464 gehörte Hans zu den neun „Edelleuten“, zu denen auch Bürgermeister und Ratsherren der Sechstädte gehörten, die dem Bischof zu Meißen hundert Mark Silber zu zahlen gelobten. Hans, der wohl nicht im Einvernehmen mit dem Pfarrer lebte, soll Anteil am Erweiterungsbau der Ebersbacher Kirche gehabt haben. Kinder hat er anscheinend nicht hinterlassen. Er starb nach 1468.
Christoph wurde nach Johann G. Kliembt ein Dienstmann des deutschen Ordens, ist aber in von Mülverstedts Aufsatz „Der oberlaus. Adel [...] und unter den Rittern des deutschen Ordens in Preußen“ nicht mit aufgeführt.
Nikol II. († 1497) soll Nikol III., Wenzel, Peter und vielleicht auch Siegmund als Söhne gehabt haben. Der „wohltuchtige Nicol“ (Nikol II. oder sein Sohn Nikol III.) machte im Jahr 1480, als er auch als Görlitzer Lehnszeuge erwähnt ist, mit dem Görlitzer Altaristen Caspar Seliger Geschäfte auf Kosten der Äcker und Güter seines „armen [...] Untersassen“ Hans Schwarz.
Wenzel († 1509) soll mit Margarethe († vor 1533) verheiratet gewesen sein. Margarethes Kinder waren Margaretha, Brigitta, Hans, Caspar und Siegmund. Margarethe war mit dem Görlitzer Baumeister Albrecht Stieglitzer und seit der ersten Jahreshälfte 1419 mit dessen Nachfolger als Görlitzer Stadtbaumeister Wendel Roskopf verheiratet.
Nikol III. soll ein gewalttätiger Mann gewesen sein: „wegen Frevels, den er an seinem Vetter Wenzel begangen, wurde er von diesem Jahre 1490 ‚der erbar Nickel Bischwerde zu Ebirschbach‘ geheischen“. Nikol und sein Sohn Hans hätten es „mit gespanneter armbrosten eingelouffen“. Er besaß Ebersbach und Holtendorf. Am 4. März 1494 ist er „neben anderen [...] Edelleuten“ Teil einer Belehnung gewesen, am 18. März 1495 unterzeichnete er mit „den Städten“ ein die Erbhuldigung betreffendes „Bittgesuch“ an König Wladislaus. Sein Sohn hieß Hans.
Hans erbte Ebersbach und Holtendorf. Im Jahr 1509 verkaufte er „Bauern zu Holtendorf an Niklas Steinberg“. 1511 bat er, gemeinsam mit seinem Vater den Rat vergeblich darum, Bier nach Ebersbach führen zu dürfen. 1512 und 1514 war er Schöppe des Görlitzer Hofgerichts, ein Ehrenamt ausschließlich für Edelleute aus Görlitz, 1514 Zeuge in einer Urkunde des Landvogts Christoph von Wartenberg, 1520 stellvertretender Schöppe und 1529 stellvertretender Hauptmann (anstelle Matthes von Salza). Am 13. oder 14. Februar („quinta post Apollonie “) 1528 erwarb er, „damals schon ein bejahrter Mann“, von den Brüdern Franz und Nickel (wohnhaft in Leippe und Zittau) und seinen Vettern, den Brüdern Hans und Caspar (wohnhaft in Görlitz), alle vier von Bischofswerder, das Gut Ebersbach vollständig. Seine Tochter hieß Katharina (⚭ Christoph von Rothkirch und Panthen), die Brüder Hans, Erasmus, Franz, Rudolph und Siegmund waren seine Söhne.
Siegmund wurde vor 130 Altarist in Ebersbach.
Franz, 1531 für „Anthonius von Gyrsdorff zur Horcke“ stellvertretender Schöppe, heiratete vor 1537 Anna von Gersdorff. 1545 kaufte er Holtendorf. Anfang der 1550er Jahre erhielt er, möglicherweise nur stellvertretend, von König Ferdinand die Verwaltung von Radmeritz, das von den Bernts an Böhmen zurückgefallen war. Mindestens 1554 war er Schöppe.
Hans heiratete vor 1546 Katharina von Uechtritz. Er wurde von König Ferdinand zum Verweser Ober-Leubas ernannt. Görlitz hatte die Stadt zuvor im Pönfall verloren. Er starb vor 1568, wie sein Bruder Erasmus kinderlos.
Hans und Franz hatten mit dem Görlitzer Rat einen Streit wegen einer Brücke zu Girbigsdorf und wurden nach Prag zu König Ferdinand zitiert, wo sie am 26. Januar „Mittwoch nach Pauli Bekehrung“ 1547 verklagt wurden, woraufhin eine „gegenseitige Auflassung und Abtretung“ stattfand. 1560 verbrannten ihre Höfe in Ebersbach.
Rudolph, 1529, 1531 und 1543 Hofgerichtsschöppe, besaß seit 1534 Ober-Horka, später Reichwalde, seit 1539 auch Nieder- und seit 1550 Mittel-Horka. Er heiratete vor 1539 Barbara von Gersdorff und in zweiter Ehe Magdalena (auch Margarethe) von Nostitz. 1568 erhielt er gemeinsam mit Bruder Franz vom verstorbenen Hans die Güter Ebersbach und Girbigsdorf. Er starb um 1572. In zweiter Ehe hatte er die Söhne Franz, Nikol und Siegmund den Jüngeren sowie die Töchter Martha und Barbara.
Am 8. April 1575, „in der brüderlichen Teilung vom Freitag nach Ostern“, erhielt Nikol Horka, Siegmund Ebersbach und Girbigsdorf. Franz wurde mit 4000 Schock Geld abgefunden.
Franz starb am 25. Juli 1584 „nach zehn Uhr Vormittags“. Sein Sohn hieß Hans Rudolph I. von Bischofswerder auf Trebus.
Siegmund der Jüngere verkaufte das ererbte Ebersbach an seine Neffen Hans und Siegmund den Älteren, die am 17. September 1577 und 13. Mai 1579 belehnt wurden.
Nikol nahm seine Schwester Martha zu sich, um für ihren Unterhalt zu sorgen, und Siegmund aus gleichem Grund die „Jungfrau Barbara“. Franz und Nikol kauften am 12. Februar 1576 von Wolf von Deupold Spreehammer und Trebus. Nikol heiratete Ursula von Luttitz und starb vor 1587. Ursula übernahm Horka und erhielt Kraft eines Vertrages vom 23. Juni 1586 am 3. Juni 1587 von den Gläubigern ihres Mannes das Gut Biehain. Ihre gemeinsamen Kinder hießen Hans, Siegmund der Ältere, Ernst, Katharina und Margarethe.
Hans heiratete Katharina von Zedlitz. Er und Bruder Siegmund verkauften am 28. Juli 1581 ihren Familienbesitz auf Ebersbach. Es gelangte am 8. August 1584 an Hiob von Salza auf Groß-Krauscha.
Margarethe war wohl die zweite Frau Heinrichs von Boblitz auf Wanscha. Am 28. April 1593 starb ihr Ehemann, mit Nachnamen Klotz.
Katharina heiratete einen von der Planitz („Katharina v. d. ‚Plaunitzin‘“). Bei ihr blieb das Gut Ebersbach bis zu ihrem Tode, bis es am 18. September 1608 Siegmund von Hermsdorf erhielt, dessen „Muhme“ sie gewesen ist.
Es sind noch um 1380 im Totenbuch des Görlitzer Franziskanerklosters „Johannes Bischwerde, Veronika uxor cum tota progenie“ (mit allen Generationen), eine Gedenkfeier an „domicellorum Nikolai Bischwerde“ und „fr. (Frater) Johannes Bischoffwerde subdyaconus“ (1474, begr. in Berlin) erwähnt, die wohl Teil des Geschlechts Bischofswerder gewesen sind.
Hans Rudolph I., der Sohn von Franz, besaß seit 1609 und 1610 Anteile von Stannewisch. 1620 kaufte er von Christoph von Gersdorff Teile von „Grabe“ (Kreba). Er heiratete Dorothea von Nostitz a. d. H. (aus dem Haupthause) Ullersdorf. Er starb am 12. Juni 1626 und hatte vier Kinder: Anna Helena (* 1625; ⚭ Caspar von Metzradt auf Ahnst und Eselsberg; † 1674. Nach Carpzov hieß ihre Mutter Beata von Nostitz), Hans Caspar († vor 8. Januar 1637), Rudolph (22. Juni 1635) und Hans Christoph († 31. August 1676).
Hans Christoph war verheiratet mit Maria Elisabeth v. Gersdorff a. d. H. Messerdorf († 31. Juli 1698). Als Kinder zählt Boettcher Hans Rudolph II. (* 23. November 1639 in Schönberg; † 15. November 1692), Maria Tugendreich (* 25. März 1646; † 10. Juni 1688 in Weigsdorf), Hans Adolph (getauft 31. Juli 1652; † 3. Oktober 1697 in Dresden), Sophia Elisabeth († 11. Juni 1688 in Weigsdorf) und Hans Caspar auf.
Maria Tugendreich starb am Trinitatisfest 1688 42-jährig. Wegen ihrer „Kenntnisse im Briefstellen“, Rechnen, Latein, Medizin und den Christentumslehren wird sie unter das „Oberlausitzische gelehrte hochadelige Frauenzimmer“ gezählt.
Hans Caspar wurde in einer „Sammlung von Urkunden“ als „blödsinnig“ bezeichnet.
Sophia Elisabeth heiratete Christoph Friedrich von Schwanitz.
Hans Adolph erbte am 2. November 1676 vom Vater Trebus, Spreehammer und Stannewisch und kaufte am 7. Januar 1693 vom Vormund der Kinder seines verstorbenen Bruders Hans Rudolph II. Creba, Zschernske und Zedlig mit Belehnung am 27. Mai 1695. Er heiratete in erster Ehe Anna Elisabeth von Schindel und Dromsdorf (* 5. Februar 1661; † 27. November 1678). Ihr Sohn Hans Ludwig verstarb nach einem Monat am Stephanstag. Hans Adolph heiratete am 12. Juni 1680 in zweiter Ehe Juliane Elisabeth von Ziegler a. d. H. Radmeritz. Ihre Tochter Johanna Elisabeth (* 21. August 1681; † 15. Dezember 1681) starb wie ihr Bruder im Geburtsjahr. Hans Adolph verstarb ohne Leibeserben.
Hans Rudolph II. heiratete in erster Ehe am Trinitatsfest 1672 in Luga Sophia Magdalena von Luttitz und in zweiter Ehe am 24. Oktober 1687 Ursula Christina, Tochter des Hans Friedrich von Ponickau auf Bischheim. Hans Rudolph II. war kurfürstlich sächsischer Rat und „Landesältester“ im budissinschen Kreis. Am 2. November 1676 wurde ihm in der „brüderlichen Teilung“ das Gut Creba zu, belehnt wurde er am 27. April 1677. Im Jahr 1684 bzw. 1687 erhielt und kaufte er Teile von Alt-Liebel und verkaufte sie im Jahr 1691 an Johann Christoph von Gersdorff auf Halbendorf. Seine Söhne hießen Hans Rudolph III. (* 17. März 1678; † 11. August 1724) und Hans George (* 5. Januar 1680), seine Tochter Johanna Elisabeth (* 24. März 1677; † 6. Mai 1727).
Hans George war Rittmeister und verließ 1701 das Land.
/
Hans Rudolph III. wurde vor 1692 Leutnant und später Oberstleutnant in königlichen dänischen Diensten. Er heiratete am 13. September 1703 Henriette Erdmuth von Nostitz. Henriette Sophie Elisabeth (* 10. Juni 1704 in Trebus) und Hans Rudolph IV (* 23. März 1707; † 24. April 1754) waren ihre gemeinsamen Kinder. Henriette trat ihre Hälfte des Erbes (Trebus und Spreehammer) ihrem Bruder ab. Walpurgis 1731 verkaufte dieser beide Güter für 28.000 Taler an Siegmund August von Gersdorff.
Henriette Sophie Elisabeth heiratete am 11. April 1747 Caspar Gottlob von Gersdorff auf Milkwitz.
Hans Rudolph IV. heiratete am 11. November 1738 Henriette Wilhelmine von Bünau (Tochter Heinrichs von Bünau, Hauptmann unter dem Sachsen-Weißenfelsischen Infanterie-Regiment). Ihr gemeinsamer Sohn hieß, wie der Vater bis Ururgroßvater Hans Rudolph V. (* 13. November 1741; † 30. November 1803 in Potsdam).

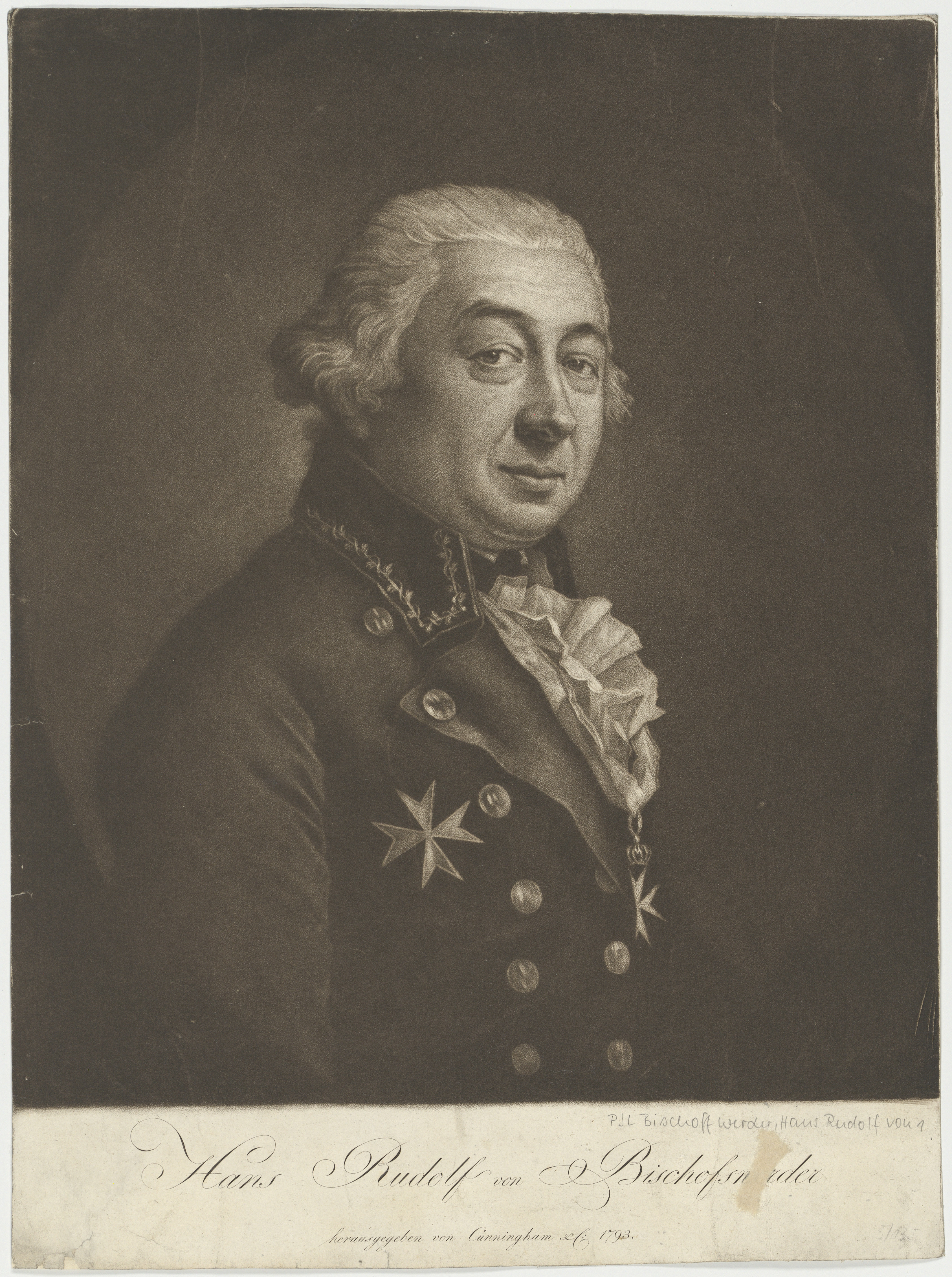
Hans Rudolph V. von Bischofswerder (Portraitstich, 1793)

Hans Rudolph V., der engste Vertraute des preußischen Königs Friedrich Willhelm II., war auch dessen Berater auf seinen Reisen und Feldzügen. Als Mitglied der Rosenkreuzer, die sich selbst als Freimaurer sahen, bewegte er gemeinsam mit Johann Christoph von Woellner den König am 8. August 1781 zum Beitritt zu den Rosenkreuzern. Sein Einfluss auf den König führte letztendlich zum Frieden von Basel. Am 1. März 1764 hatte er in erster Ehe Louise Christiane von Wilcke (Tochter Ernst Ludwigs von Wilcke und Charlotte Eleonora, geb. von Dieskau) geheiratet. Nach Scheidung heiratete er in zweiter Ehe eine verwitwete Pinto (geb. von Tarrach; * 1757; † 3. November 1833). Marianne Eleonore Henriette (* 28. Dezember 1767) und Amalia Ludovica (* 18. Dezember 1768; † 18. Januar 1773), beide „in See“ geboren, waren nach Walter von Boetticher seine Töchter. Theodor Fontane erwähnt als Kinder noch Hans Rudolph Wilhelm Ferdinand (* 9. Juli 1795; † 24. Mai 1858), „der letzte Bischofswerder“, und Pauline (⚭ ... von Damnitz, Herr auf Marquardt), „der Liebling des Vaters“.
Adolf Streckfuß schrieb im Jahr 1864 im Kontext zu Johann Christoph Wöllner, Bischofswerder sei ein armes (sächsisches) Geschlecht gewesen.

## Wappen
Das Wappen derer von Bischofswerder – ein Feuerhaken im Schild und Federn auf dem Helm – gleicht bereits dem Siegel des Hans von Bischofswerder auf Ebersbach (1464).